# Deuterophysa baracoalis
Deuterophysa baracoalis is een vlinder van de familie van de grasmotten (Crambidae), uit de onderfamilie van de Spilomelinae. De wetenschappelijke naam van deze soort is voor het eerst voorgesteld als Camptomastix baracoalis door William Schaus in een publicatie uit 1924.
De soort komt voor in Cuba.